# Lobodiamesa campbelli
Lobodiamesa campbelli är en tvåvingeart som beskrevs av Félix Pagast 1947. Lobodiamesa campbelli ingår i släktet Lobodiamesa och familjen fjädermyggor. Inga underarter finns listade i Catalogue of Life.